# 英国陆军第16空中突击旅级战斗队
第16空中突击旅级战斗队 是英国陆军的一个空中突击旅级战斗队，驻地位于埃塞克斯郡科尔切斯特。它是英国陆军的快反空降单位，也是唯一一个可执行空中机动，空中突击和空降任务的旅級单位。
该旅所有成员皆穿戴栗色贝雷帽，具有伞兵资质者可佩戴伞兵徽章。

## 历史

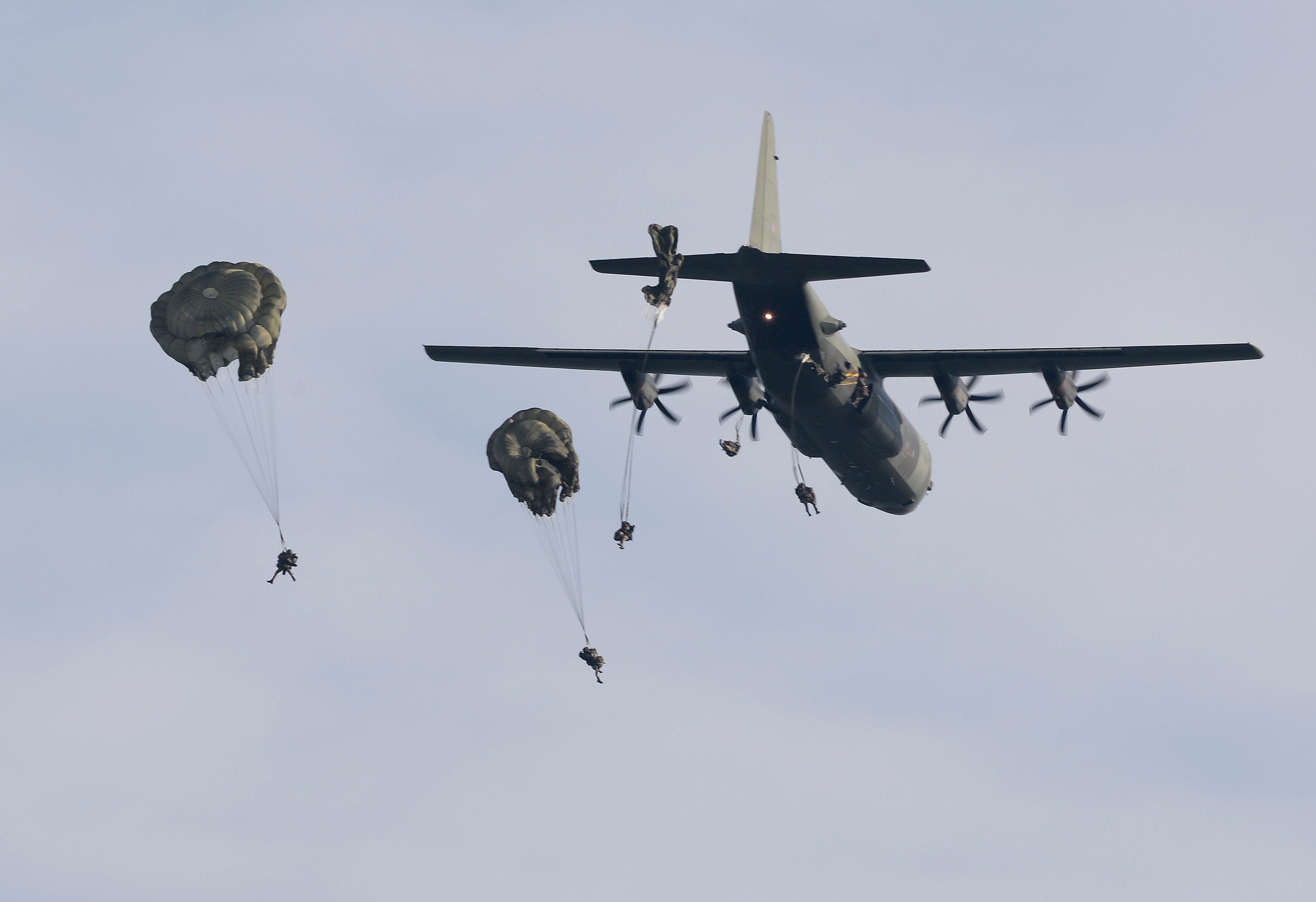
2014年11月19日，索尔兹伯里平原，威赛克斯风暴演习。第16空中突击旅的士兵从空军的C-130运输机上跳下。

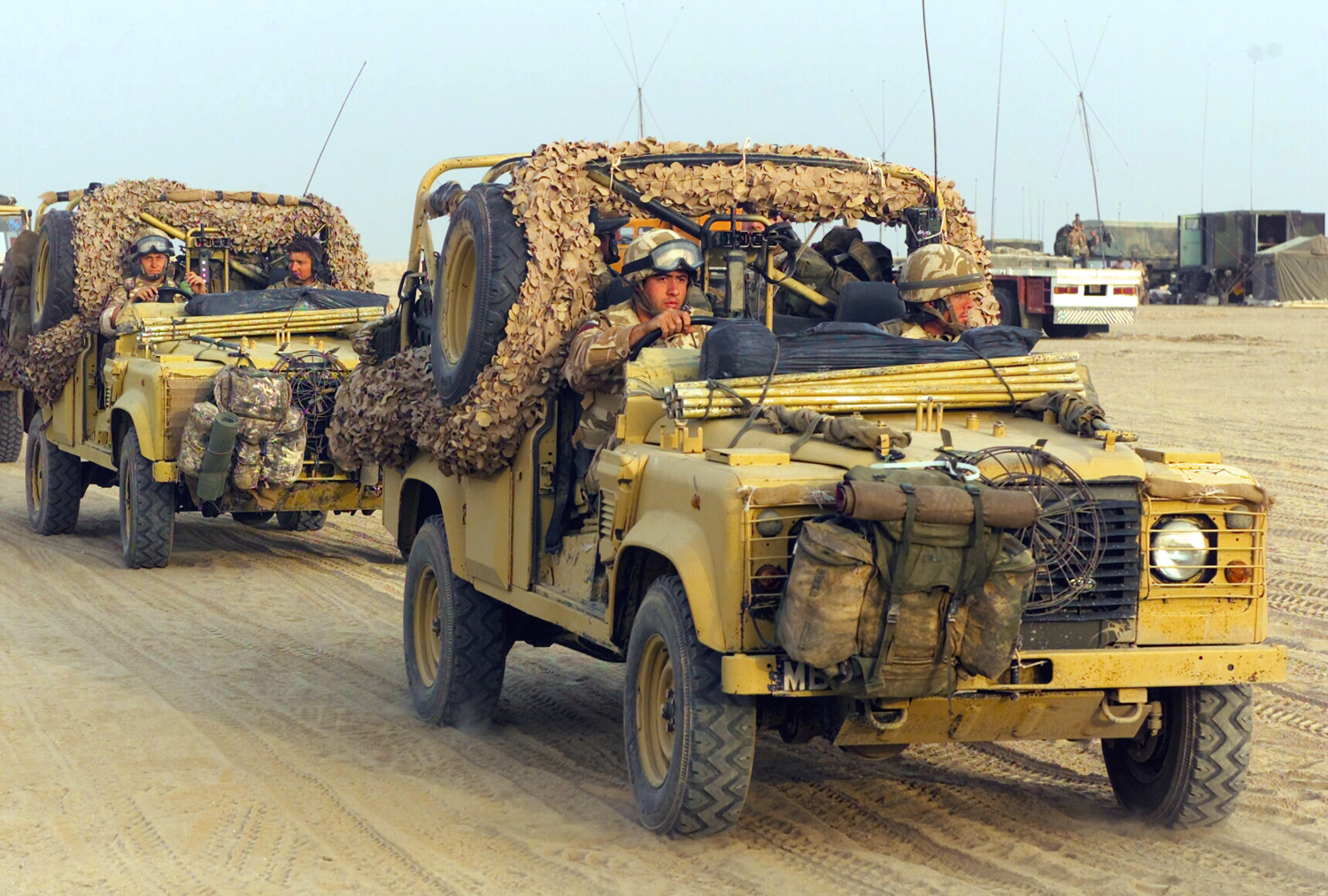
伊拉克巴士拉附近，准备发动突袭的第16空突旅士兵。

### 组建
根据1999年9月1日英国战略防务评论提出的军改计划，第24空中机动旅和第5空降旅的部分单位合并为第16空中突击旅。这一重组孕育了一支可以使用直升机进行快速机动的伞兵单位。

### 马其顿
在马其顿共和国政府与反对派武装民族解放军达成停火后，北约开展了一次以英国主导的行动。行动的目的是收集反对派武装遗弃的武器。第16空中突击旅指挥部和部分单位被部署到那里，前者还充当了行动总指挥部的角色。任务结束后，这些部队于9月返回。

### 阿富汗
2001年阿富汗战争过后，北约在12月组建了駐阿富汗國際維和部隊，总部位于喀布尔。2001年，2006年，2008年和2011至12年间，均有该旅单位部署于阿富汗。 截至目前，第16空中突击旅是在阿富汗执行任务最多的部队。

### 伊拉克
2003年2月，伊拉克战争前夕，第16空中突击旅被部署到科威特。3月20日，该部队作为英国陆军第1装甲师的一部分侵入伊拉克。起初英国媒体猜测该部队会协助美国101和82师空降巴格达国际机场。然而他们猜错了。其实该旅的任务是在萨达姆部队摧毁南方的油田前占领他们。3月20日，该旅下辖的第7伞降炮兵营进入伊拉克以支援美国海军陆战队拿下鲁迈拉油田。其余单位在陆航直升机的掩护下进入伊拉克，并依然执行守卫油田的任务。该旅经常遭遇零散的抵抗，还要负责清楚基础设施上安装的大量爆炸物。
随后该旅被用来看守油田并维持补给线。3月31日，该旅炮兵和空中支援的帮助下，在巴士拉摧毁了15辆T-55主战坦克，5门火炮和7辆装甲运兵车。在英军于4月6日进入巴士拉之后，第3伞兵营于4月7日被派去清理城中那些车辆无法通行的狭窄小巷。
在联军占领巴士拉之后，该旅前往米桑省，执行城镇间巡逻，维持秩序，帮助重建以及销毁武器等任务。5月1日，战争正式结束，该旅士兵开始陆续回国。

## 寻路组
1984年，第5空降旅接受了培养有限规模空降作战能力之训练。这要求15架C-130在5分钟内把1个营级战斗群投送到两个着陆点。只有着陆点位置被明确标出，作战才能成功。第16伞兵旅和第1仅为独立连的解散意味着人才的流失。这就要求团级指挥部尝试自己培养这种能力。1984年10月的一篇论文指出，空降旅应该从3个三兵营抽调人员组成一个独立排，只接受旅指挥部控制。这个排编有7个巡逻组（每组4人）和2名通讯员。
目前，探路组的成员从三军经严格的程序选出并接受训练。这个小组的规模在连和排之间，成员为通信和侦查领域的专家。他的任务是为伞降和机降作战定位并标记着陆点，并在部队着陆后为旅部提供战术情报。这个小组的成员可以以多种方式空降到地面，比如低空伞降，高投低开空投，高投高开空投等。

## 2020军事改革
自2016年11月起，第16空中突击旅将直属于野战军指挥官。同时，陆军的直升机单位统一由联合直升机指挥部指挥。

2021年，更名为“第16空中突击旅级战斗队”。

## 编制

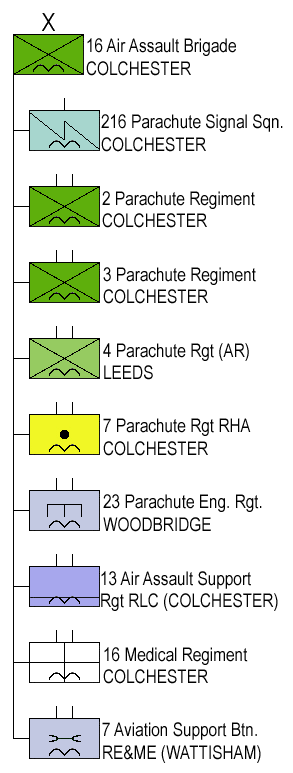
16空中突击旅编制

### 伊拉克战争编制
- 第16空中突击旅指挥部兼通讯中队 (216)
- 皇家自用骑兵团D中队
- 皇家炮兵第7伞降营
- 皇家工兵第23伞降工兵营
- 皇家爱尔兰团第1营
- 伞兵团第1营
- 伞兵团第3营
- 探路组
- 陆军航空兵团第3团
- 皇家后勤兵团第13空中突击支援团
- 皇家医疗兵团第16医疗团
- 皇家电子机械兵团第7空中突击工兵营
- 第156宪兵连

### 目前编制
- 第16空中突击旅（应变部队，驻科尔切斯特）
  - 第216伞降通讯中队
  - 伞兵团第2营
  - 伞兵团第3营
  - 伞兵团第4营（预备）
  - 皇家廓尔喀来复枪团第2营
  - 皇家炮兵第7伞降炮兵营
  - 工兵团第23伞降工兵营
  - 皇家电子机械兵团第7空中突击工兵营
  - 皇家后勤兵团第13空中突击支援营
  - 皇家医疗兵团第16医疗团